# Excentricitás (csillagászat)

Különböző excentricitású pályák

A numerikus excentricitás egy égitest pályáját jelentő ellipszis lapultságát jellemző arányszám.
Az excentricitás (e) az ellipszis középpontja és gyújtópontja közötti távolságnak (c) és a fél nagytengely hosszának (a) hányadosa:
{\displaystyle e={c \over a}}
Az excentricitás nemcsak az ellipszis alakú pályákra, hanem két égitest gravitációs egymásrahatása által létrejött egyéb pályákra is értelmezhető. Amennyiben e = 0, akkor körről beszélünk. Ha e 0-nál nagyobb, de 1-nél kisebb, akkor ellipszisről, e = 1 esetében paraboláról, míg e > 1 esetében hiperboláról van szó. Ebben az összefüggésben egy egyenest felfoghatunk egy végtelen excentricitású pályának. Az itt felsorolt pályákat együttesen kúpszeleteknek nevezzük.
A Föld pályájának jelenlegi excentricitása 0,0167, amely kis mértékben, de folyamatosan változik. Az alacsony számérték azt jelzi, hogy a Föld pályája nagyon közel áll a kör alakúhoz. Ennek ellenére az űrszondák indításakor és a naptárszámításkor már ez a körpályától való csekély eltérés is figyelembe veendő különbséget eredményez.